# Коробкин (Краснодарский край)
Коробкин — хутор в Абинском районе Краснодарского края России. Входит в состав Абинского городского поселения.

## Географическое положение
Хутор расположен в 15 км на северо-восток от Абинска. На его территории протекает река Бугундырь.

## Население
| 2002 | 2010 |
| ---- | ---- |
| 137  | ↗172 |

## Улицы
- ул. Зиповская,
- ул. Красная,
- ул. Полевая,
- ул. Советов[5].